# Центар за трансфер технологије Универзитета у Београду
Центар за трансфер технологије је организациона јединица Универзитета у Београду . Центар за трансфер технологије подржава 31 факултет и 11 института у процесима комерцијализације, трансфера технологија и остваривања иновационих пројеката. Центар подржава истраживаче са Универзитета, особље и студенте кроз понуду комерцијалних вештина и низа специјализованих ресурса који ће им помоћи да њихова истраживања добију ширу друштвену и економску корист.

## Историјат
Центар за трансфер технологије основан је одлуком Савета Универзитета од 26. октобра 2010. године ради идентификације, заштите и комерцијализације резултата научноистраживачког и стручног рада и заштите интелектуалне својине Универзитета у Београду.
Један од основних задатака Центра је управљање интелектуалном својином Универзитета и рад са истраживачима Универзитета на идентификацији, заштити и комерцијализацији кроз лиценцирање или оснивање spin-out компанија. Центар ради на пројектима из свих области истраживања на Универзитету у Београду и задужен је да истраживачима обезбеди савете везане за комерцијализацију, финансирање трошкова патентне пријаве, преговарање и склапање уговора за лиценце и оснивање spin-out компанија. 

## Мисија, визија и циљеви
Мисија
Центра је да:
- помогне у заштити и управљању интелектуалне својине (ИС) које настају у чланицама Универзитета као и да створи механизме за пренос права ИС индустрији што ће довести до стварања нових производа и услуга за добробит друштва,
- побољша и прошири сарадњу између Универзитета и индустрије,
- пружи помоћ истраживачима и студентима у остваривању њихових подухвата.

Визија
Центра за трансфер технологије је да помогне да истраживачки и развојни напори научника са Универзитета у Београду доведу до стварања производа и услуга које ће повећати квалитет живота људи. Центар жели да истраживачи са Универзитета у Београду помогну у стварању нових радних места и учине да Србија постане доминантна сила на међународном тржишту.
Циљеви Центра за трансфер технологије:
- укључити што већи број људи и организација у процес трансфера знања и технологија,
- ојачати односи са чланицама Универзитета и релевантним спољним партнерима,
- постати препознат као поуздани стуб који подржава развој нових приступа технологијама и трансферу знања.[2]

## Истраживачи
Центар подстиче истраживаче да препознају потенцијал својих истраживања, да заштитити своја ауторска права и комерцијализују резултате.
Кључна активност Центра је трансфер технологије. Трансфер технологије је процес којим се основна научна истраживања и открића развијају у практичне и комерцијално применљиве производе или сервисе тј. процес којим се патенти и интелектуална добра добијена из академских истраживања преносе на индустрију. Центар стимулише трансфер технологија из академске средине у приватну компанију, штитећи при томе интересе Универзитета и његових истраживача.
Центар за трансфер технологије помаже истраживачима у активностима које су кључне за успешан трансфер технологије :
- Идентификација резултата истраживања који имају потенцијалну комерцијалну вредност
- Процењивање комерцијалног потенцијала резултата научноистраживачког рада
- Заштита резултата научноистраживачког рада неким од права интелектуалне својине
- Маркетинг проналаска
- Склапање уговора са потенцијалним индустријским партнерима.

Идентификација – Један од главних циљева Центра за трансфер технологије је подршка и подстицај научноистраживачког рада што обухвата и подстицај истраживачима да још у раним фазама истраживања размотре и препознају комерцијалну примену свог открића и раде на иновативним и патентибилним аспектима истраживања.
Евалуација – Пре улагања у патентирање, треба размотрити да ли постоји тржиште за производ. Новац уложен у процес патентирања је инвестиција од које се очекује приход, али прогноза као и остварење овог прихода је дуг и комплексан процес, због чега треба размотрити тренутно и потенцијално тржиште за ову технологију.
Правна заштита – Заштита проналаска од неауторизоване употребе је веома битна. Ово је комплексан и скуп процес. Центар помаже истраживачима у проналажењу најбољег начина заштите њиховог проналаска, проналажењу финансирања за патентне трошкове и вођењу процеса добијања патента.
Маркетинг – Фаза маркетинга проналаска подразумева претраживање и проналажење потенцијалних партнера као и дистрибуцију маркетиншког материјала.
Склапање уговора – Преговарање и склапање уговора за лиценцу или spin-out су веома важне активности за даљи развој и искоришћавање проналаска као и за оптимизацију укупног бенефита истраживача, факултета и Универзитета као и самог Центра за трансфер технологије.

## Привреда
Центар помаже успостављање сарадње између успешних пословних људи и истраживача Универзитета у Београду. Овај спој, револуционарним технологијама и истраживањима, омогућава да живе на обострану корист. Центар за трансфер технологије пружа могућност привредницима да пронађу правог партнера из света науке чији истраживачки рад може помоћи у остваривању пословних циљева. Центар у блиској сарадњи са истраживачима чланица Универзитета у Београду ради на развоју, заштити, процени и трансферу њихове технологије ка индустријским партнерима и инвеститорима, ради остварења додатне вредности за друштво.

## Технологије
Центар за трансфер технологије активно ради на комерцијализацији неколико технологија:
- Јединствени систем компјутеризованих лабораторијских инструмената[4],
- Комора за брзу и прецизну анализу животне способности семена[5],
- Нови високо поуздани и високо прецизни интелигентни трансмитери нивоа течности[6],
- Ефикасна метода производње електричне и топлотне енергије из пољопривредне биомасе[7],
- Нове биљне ориблете за грло са антибактеријским дејством[8],
- Примена раних лабораторијских биомаркера за побољшање ефикасности лечења гљивичних обољења људи.[9][10]

## Портал за трансфер технологије- СТУБ (Science2Business) База
СТУБ база је место где се може пронаћи партнер за заједничко истраживање, развој новог или побољшање постојећег производа, за заједничко учешће на домаћим и међународним пројектима, као и за развој пословне идеје. Корисници портала могу приступити портфолијима лабораторијских профила, који садрже истраживања, експертизу, истраживачке групе Универзитета и њихове могућности. Поред тога портал служи и као систем за обавештавање и за промоцију активности и услуга истраживача чланица Универзитета у Београду.
Креирањем оваквог канала комуникације омогућено је повећање активности из домена: заједничких истраживања, развоја новог или побољшања постојећег производа, заједничког учешћа на домаћим и међународним пројектима, развоја нових пословних идеја, сарадње са заинтересованим националним и међународним компанијама, а што ће последично довести до увећања прихода свих укључених страна. База "Science2Business" је заправо место сарадње науке и привреде. Приступ бази је бесплатан на сајту Центра за трансфер технологије. Ту се могу наћи информације у вези са истраживачким институцијама, програмима које развијају, експертизом истраживача, расположивом опремом, истраживачким техникама. Такође, у бази је и списак услуга које нуде факултети и институти, чланице УБ, а сама база настала у циљу приближавања науке и привреде и остваривања сарадње у истраживању и развоју са индустријским и академским партнерима у земљи и иностранству. Базу могу да користе све организације на релацији држава - научноистраживачке установе - привреда.

## Пројекти и иницијативе
Мотиватор пројекат  осмишљен је за студенте и младе људе који желе да раде и стичу искуство у Центру за трансфер технологије Универзитета у Београду. Основни циљ пројекта МОТИВАТОР је подршка јачању сарадње на релацији универзитет-привреда-држава кроз стимулисање трансфера резултата научно-истраживачког рада у привреду, охрабривање оснивања иновативних старт-уп предузећа, и пружање подршке ширењу предузетничког духа међу младима, путем обезбеђивања слободног протока информација.
Пројекат се реализује уз подршку Амбасаде Сједињених Америчких Држава у Београду, а финансира средствима Владе Сједињених Америчких Држава.
CROWDfunding to mainSTREAM innovation- CrowdStream  је пројекат који има за циљ да побољша ефикасност јавне/приватне пословне подршке за иновативне спин-оф компаније и друштвена предузећа да би им се обезбедио приступ квалитативном алтернативном начину финансирања (crowdfunding). Пројекат CrowdStream започиње промене на тржишту финансирања, а захваљујући добром приступу оваквом виду финансирања, његовом промоцијом и формирањем исправног система, доћи ће до великог помака од појединачних донација до донација заснованих на капиталу групног финансирања.